# Comptosia apicalis
Comptosia apicalis är en tvåvingeart som beskrevs av Macquart 1848. Comptosia apicalis ingår i släktet Comptosia och familjen svävflugor. Inga underarter finns listade i Catalogue of Life.